# Autry-le-Châtel
Autry-le-Châtel är en kommun i departementet Loiret i regionen Centre-Val de Loire strax norr Frankrikes mitt. Kommunen ligger i kantonen Châtillon-sur-Loire som tillhör arrondissementet Montargis. År 2022 hade Autry-le-Châtel 858 invånare.

## Befolkningsutveckling
Antalet invånare i kommunen Autry-le-Châtel
| Referens: INSEE |